# Bresaola
Bresaola er et italiensk lufttørret kødprodukt lavet af oksefilet, som har modnet i to-tre måneder til den er blevet hård og har fået en dyb rød, næsten lilla farve. Teknikken stammer fra Valtellina-dalen i Lombardiet i Italien. Den er også udviklet i alpedale i Piemonte, hvor Bresaola della Val d’Ossola må fremhæves.  
Kødet er magert og mørt og har en sødlig lugt.
| Mad og drikke | Spire Denne artikel om mad og drikke er en spire som bør udbygges. Du er velkommen til at hjælpe Wikipedia ved at udvide den. |